# On the Black Hill
Pour plus de détails, voir Fiche technique et Distribution.
On the Black Hill est un film britannique réalisé par Andrew Grieve, sorti en 1988.

## Synopsis
La vie de deux jumeaux sur une durée de 80 ans.

## Fiche technique
- Titre : On the Black Hill
- Réalisation : Andrew Grieve
- Scénario : Andrew Grieve d'après le roman de Bruce Chatwin
- Musique : Robert Lockhart
- Photographie : Thaddeus O'Sullivan
- Montage : Scott Thomas
- Production : Jennifer Howarth
- Société de production : Channel Four Films
- Pays :  Royaume-Uni
- Genre : Drame
- Durée : 117 minutes
- Dates de sortie : 
  -  Canada : 13 septembre 1988 (festival international du film de Toronto)

## Distribution
- Mike Gwilym : Benjamin Jones
- Robert Gwilym : Lewis Jones
- Bob Peck : Amos Jones
- Gemma Jones : Mary Jones (née Latimer)
- Nicola Beddoe : Rosie
- Patrick Godfrey : le commissaire-priseur
- Catherine Schell : Lotte Zons
- Benjamin Whitrow : Arkwright
- Eric Wyn : Tom Watkins

## Distinctions
Le film a reçu la Coquille d'or au festival international du film de Saint-Sébastien.